# Genghis Khan II: Clan of the Gray Wolf
Genghis Khan II: Clan of the Gray Wolf is een videospel voor het platform Sega Mega Drive. Het spel werd uitgebracht in 1993. 